# Альба Регия (фильм)
«Альба Регия» (венг. Alba Regia) — венгерский художественный фильм, снятый в 1961 году режиссёром Михаем Семешем по новелле Белы Леваи и Тамаша Шипоша.

## Сюжет
В советскую разведчицу, радистку Альбу, действующую в практически оккупированной уже Вермахтом Венгрии, влюбляется венгерский врач, доктор Хайнал, всегда считавший себя вне политики. Волею случая радистка прячется в доме у врача. Хайнал оказывается втянутым в опасное для жизни противостояние с немцами. Перед ним встаёт сложный вопрос: оставаться нейтральным, когда вокруг гибнут люди и Альбе угрожает смерть, или остаться честным человеком — сделать свой личный выбор и принять участие в этой борьбе.

## В ролях
- Татьяна Самойлова — Альба, советская разведчица
- Миклош Габор — доктор Хайнал (дублирует Владимир Дружников)
- Имре Радаи — доктор Конрад, майор, начальник госпиталя (дублирует Владимир Осенев)
- Хеди Варади — медсестра (дублирует Вера Петрова)
- Ференц Бешшеньеи — майор Советской армии (дублирует Олег Жаков)
- Имре Шинкович — капитан гестапо (дублирует Николай Александрович)
- Йожеф Кауцки — Хельмут Кёниг
- Золтан Башилидеш — Хорвард, повар
- Янош Маклари — пекарь
- Золтан Гера — Ласло Кох, доктор
- Дьюла Бодроги
- Янош Гарич

## Награды
- На II Московском кинофестивале в 1961 фильм был удостоен Серебряной премии.

## Дополнительная информация
- В основу сюжета кинофильма «Альба Регия» положены события, связанные с проведением операции советских спецслужб, в которой принимали участие — известная разведчица М. А. Фортус и радистка Л. С. Мартыщенко, входившие в состав разведгруппы. В начальных титрах фильма написано, что прототипами главных героев фильма стали реальные персонажи: советская разведчица Лидия Мартыщенко и венгерский врач Карой Хорнянски[2][1] и эпизод случившийся с ними во время Второй мировой войны.
- Действие фильма и съёмки происходили в городе Секешфехервар. Название города можно перевести как «Престольный белый град». Это венгерское имя восходит к латинскому «Alba Regia» — имени, под которым город был известен во времена Римской империи.